# Kościół ewangelicki w Sierakowie

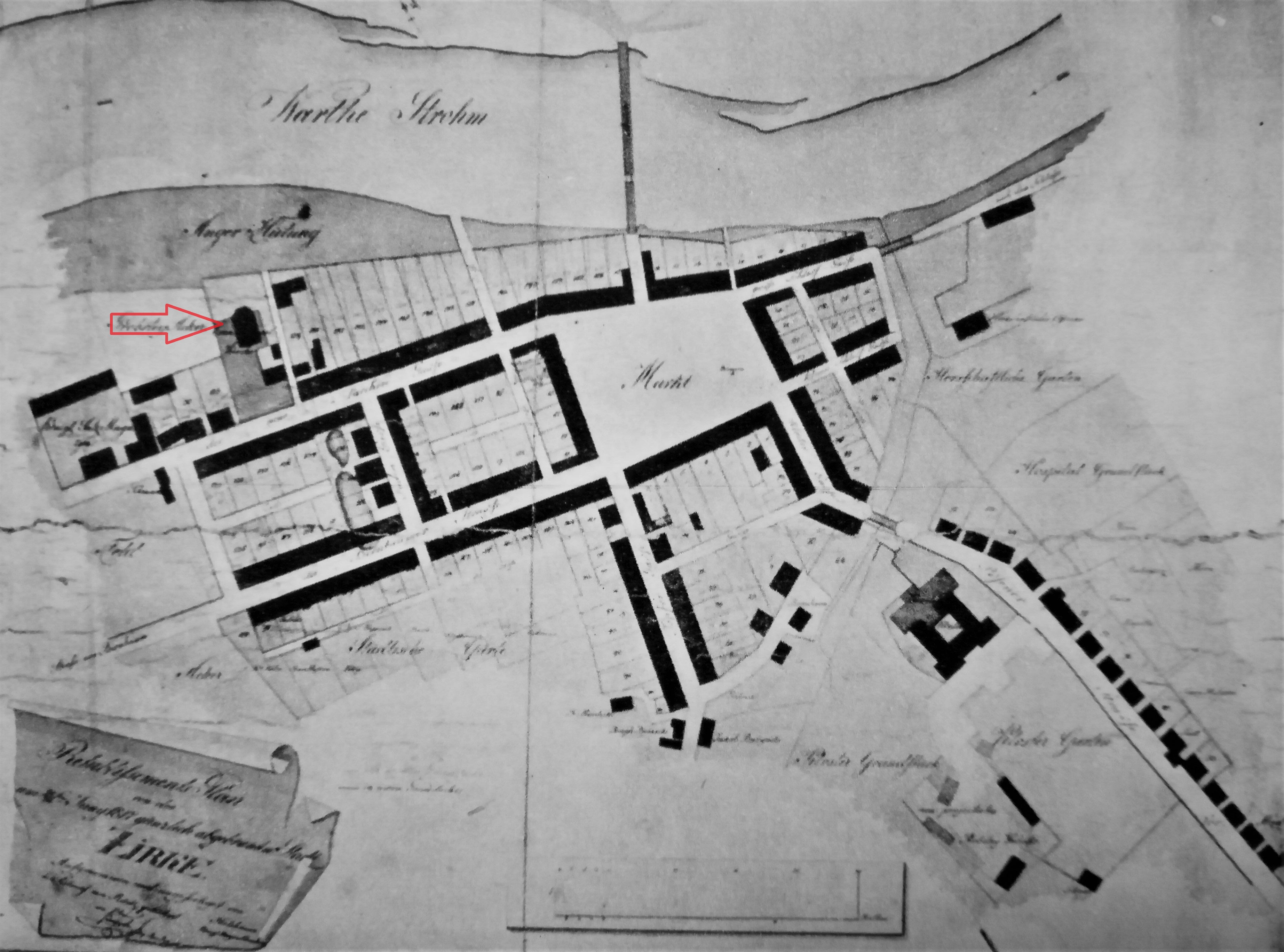
Kościół na planie Holzhauera z 1817

Kościół ewangelicki w Sierakowie – budowla sakralna wzniesiona w latach 1782-1785 w Sierakowie jako świątynia parafii ewangelickiej. Obecnie rewitalizowana dla utworzenia Muzeum Rybactwa Śródlądowego i Ochrony Wód (planowane otwarcie w połowie 2022).

## Historia
Fundatorem kościoła był właściciel Sierakowa Mikołaj Gartenberg-Sadogórski, który też w nim został najprawdopodobniej pochowany. Zaprojektował go Gottlieb Werchan. Funkcję świątyni ewangelickiej pełnił do 1945. W 2. połowie XX wieku przez wiele lat obiekt pozostawał niewykorzystywany, przejściowo służył jako magazyn spółdzielni rolniczej. W latach 90. ubiegłego stulecia stał się własnością miasta. Stopniowo popadał w ruinę. W 2008 władze samorządowe ubiegały się bezskutecznie o środki na renowację obiektu do Wielkopolskiego Regionalnego Programu Operacyjnego (działanie 6.2 "Rozwój kultury i zachowanie dziedzictwa narodowego"). 15 października 2010 zawaliła się wieża kościoła. W ślad za tym wojewódzki konserwator zabytków wydał miastu nakaz odbudowy kościoła, wyznaczając termin na koniec czerwca 2012.

## Architektura
Kościół jest budowlą szkieletową (szachulcową), drewniano-ceglaną o zatynkowanych polach. Zbudowany został na planie prostokąta z trójbocznie zamkniętym prezbiterium, ukierunkowanym na północ. Do 2010 posiadał od południa czworoboczną wieżę, zwieńczoną dachem namiotowym. Nawa pokryta dechem z dachówek. Do prezbiterium przylega murowana przybudówka z okresu po 1945. Przy ścianie zachodniej znajduje się kruchta. Dach pokryty dachówkami. Wnętrze jednonawowe z pozornym sklepieniem zwierciadlanym. Od południa, wschodu i zachodu posiada empory drewniane z klasycystyczną dekoracją z przełomu XVIII i XIX wieku. Po katastrofie z 2010 świątynia była zabezpieczona przed dalszą degradacją drewnianymi wspornikami wzniesionymi z funduszy miasta.
W pobliżu kościoła stoi murowana plebania w stylu neoromańskim z połowy XIX wieku. Wzniesiono ją na miejscu pierwotnej, która spłonęła w 1817.